# Hotel „Cracovia”
Hotel Orbis „Cracovia” – zabytkowy hotel w Krakowie, w dzielnicy VII przy al. Marsz. Ferdynanda Focha 1, na Półwsiu Zwierzynieckim.
Modernistyczny budynek został wzniesiony w latach 1960–1965 według projektu Witolda Cęckiewicza dla Polskiego Biura Podróży „Orbis”. Zespół hotelu „Cracovia” i kina „Kijów” został wpisany do rejestru zabytków w 2016. Do 2011 należał do Grupy Hotelowej Orbis. Od 2016 własność Muzeum Narodowego w Krakowie.

## Historia
Został wybudowany w latach 1960–1965 według projektu Witolda Cęckiewicza, ówczesnego architekta miasta Krakowa, na fundamentach niedoszłego Domu Związkowca. Otwarty 22 czerwca 1965, był wówczas najdłuższym (150 m) oraz jednym z największych i najnowocześniejszych hoteli w Polsce. Budowa na podmokłym terenie blisko zasypanego starorzecza Rudawy początkowo napotkała problemy (wsiąkły fundamenty), które rozwiązano podejmując decyzję o budowie hotelu na żelbetowej płycie. Podczas realizacji obiektu po raz pierwszy w kraju zastosowano w hotelarstwie system konstrukcji wielkopłytowej, co znacznie przyspieszyło tempo montażu powtarzalnych kondygnacji mieszkalnych. Innowacją było także użycie elementów konstrukcyjnych stanowiących jednocześnie obudowę pionów sanitarnych. Nazwę nadał Włodzimierz Reczek, przewodniczący Głównego Komitetu Kultury Fizycznej i Turystyki.
W hotelu „Cracovia” zrealizowano filmy Jowita (1967) i Spis cudzołożnic (1994).
Pięciopiętrowy budynek posiadał 510 miejsc noclegowych w 309 pokojach i 9 apartamentach oraz m.in. restaurację (ok. 500 miejsc gastronomicznych), kawiarnię, salę konferencyjną i kasyno do dyspozycji gości, a także duży zespół handlowy, 22 stanowiska garażowe, obszerny parking oraz w bezpośrednim sąsiedztwie kino „Kijów”.
28 kwietnia 2011 hotel został wpisany do gminnej ewidencji zabytków, zaś następnego dnia do wojewódzkiej.
Pod koniec czerwca 2011 hotel zakończył działalność operacyjną i został zamknięty. W tym samym roku nieruchomość kupiła za 32 mln zł spółka Echo Investment. W umowie znalazł się zakaz prowadzenia w budynku działalności hotelowej przez 10 lat pod groźbą kary na rzecz Orbisu w wysokości 5 mln zł.
Na parterze budynku znajdują się punkty usługowe oraz sklepy: z instrumentami muzycznymi, ze sprzętem sportowym, cukiernia, fryzjer, galeria plakatu. Od listopada 2017 na parterze znajduje się Forum Designu – showroom prezentujący dzieła polskich projektantów sztuki użytkowej.

## Muzeum Narodowe w Krakowie
W 2016 budynek został odkupiony przez Skarb Państwa od spółki Echo Investment za 29 mln zł netto dla Muzeum Narodowego w Krakowie.
Wystawy:
- Cracovia – więcej niż hotel. Ceramika i ubiory od 19 maja 2017 do 6 czerwca 2017.
- Odwilż 56 – Cracovia 65. Wystawa architektury Witolda Cęckiewicza od 23 listopada 2017 do 21 stycznia 2018.
- ZOBACZ! Młodzi Artyści z Wydziału Grafiki ASP w Krakowie od 6 czerwca 2019 do 20 czerwca 2019
- Dawny Hotel Cracovia, od 6 do 8 września 2019
- Tożsamość, 100 lat polskiej architektury od 27 września 2019 do 15 grudnia 2019
- Dawny Hotel Cracovia, lipiec/sierpień 2020[8]
- Wiedeń buduje, budownictwo mieszkaniowe w latach 1920–2020, od 11 lutego do 29 maja 2022

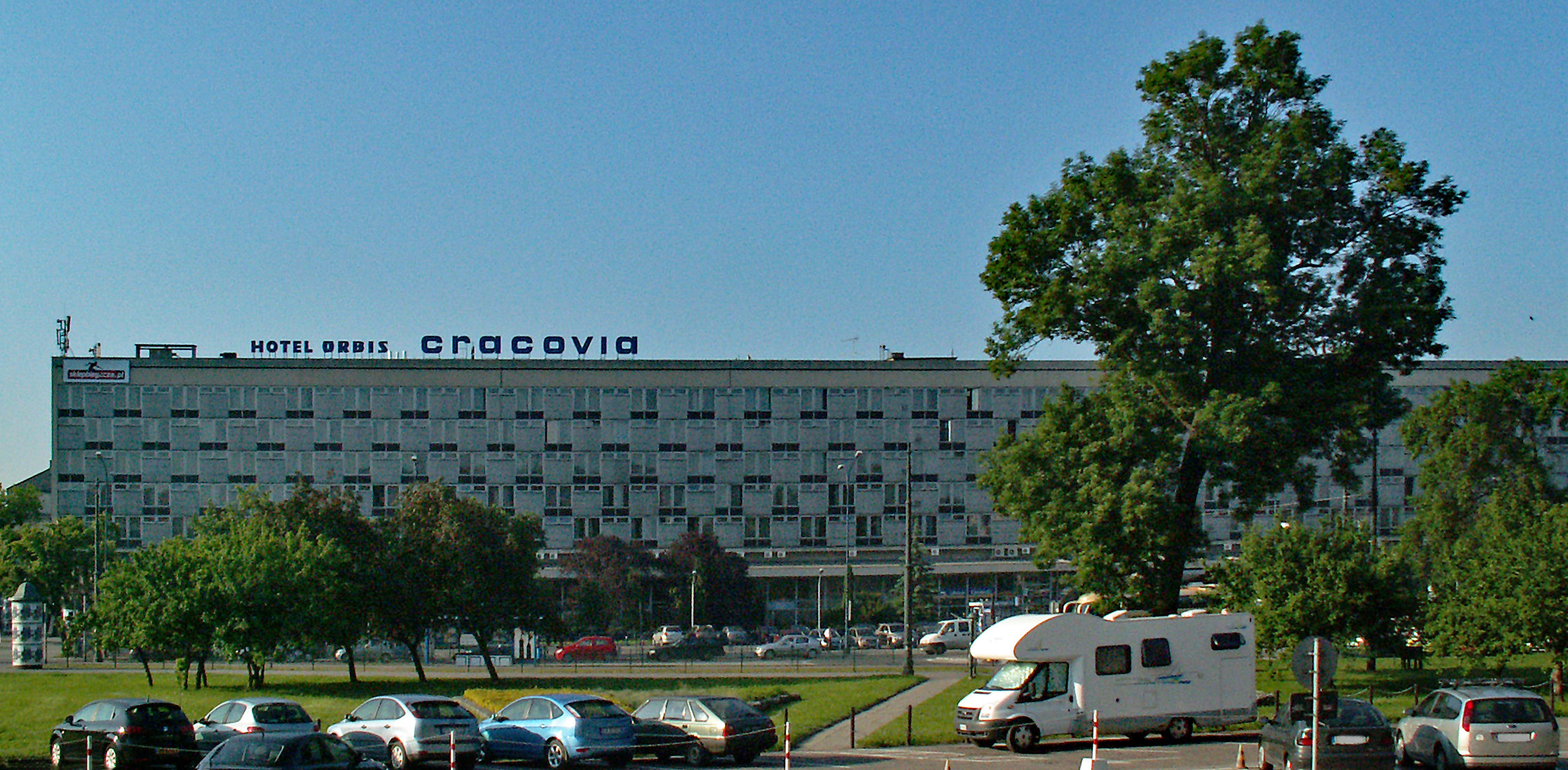
Hotel (2010)
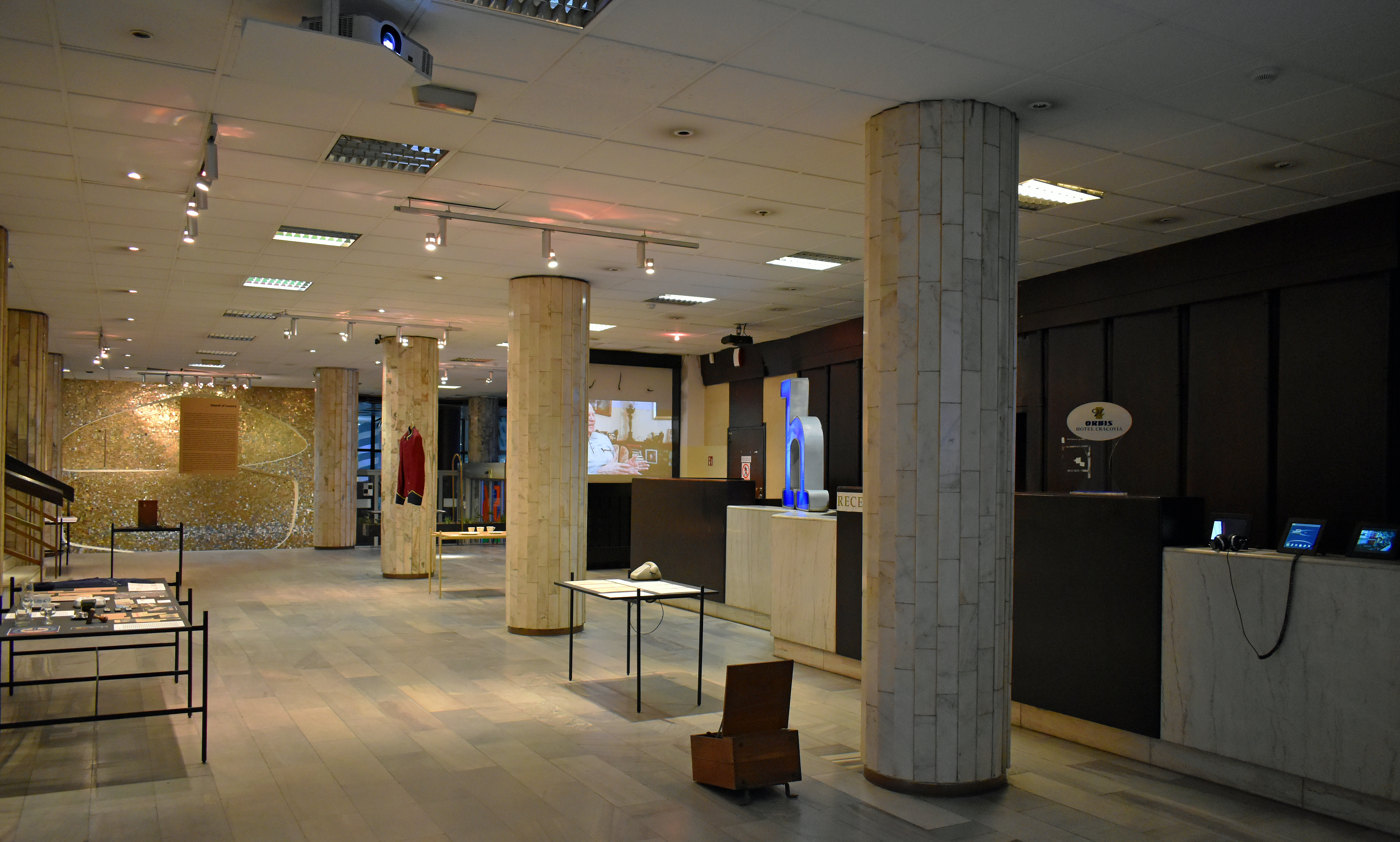
Wnętrze-recepcja.
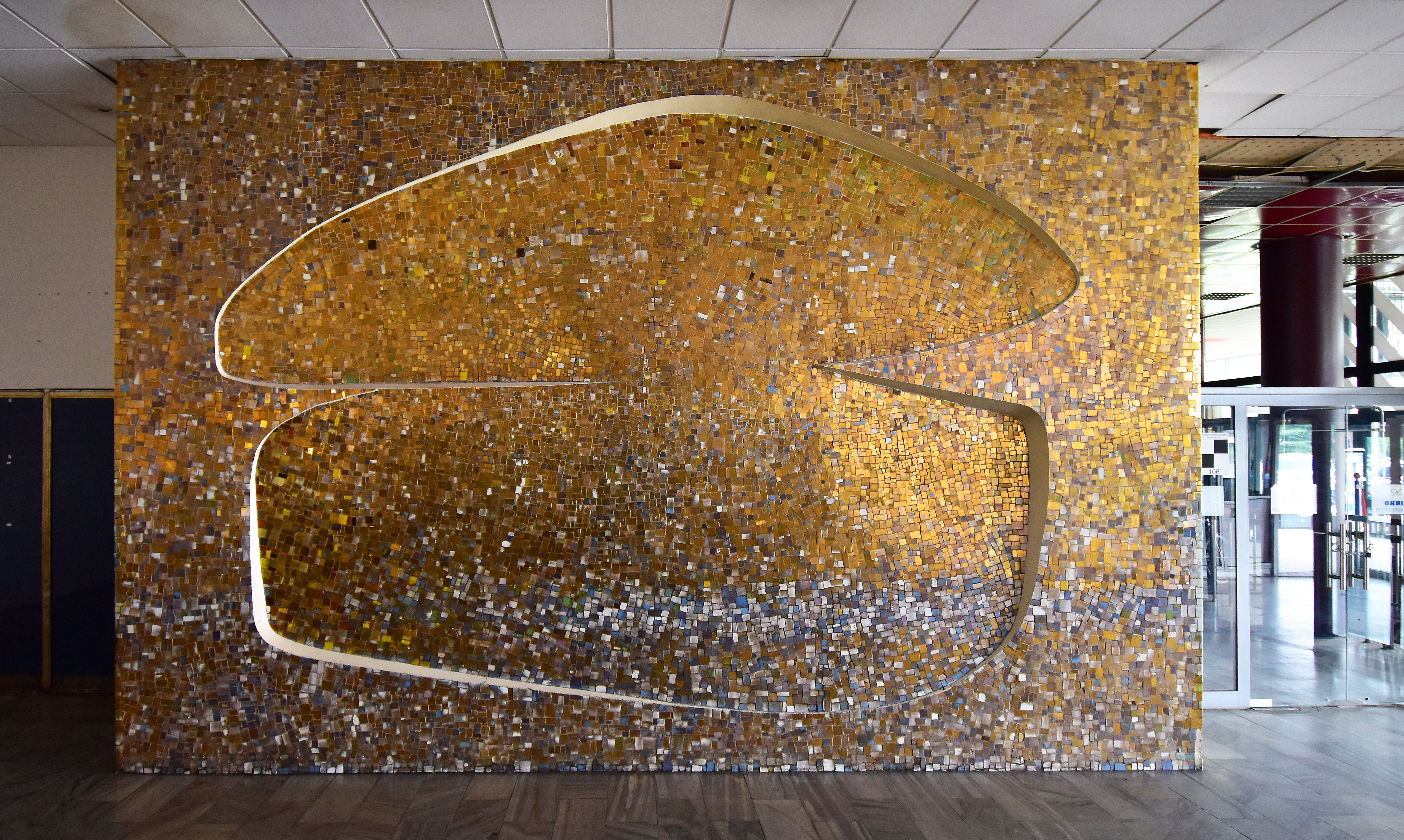
Foyer Złota mozaika proj. Krystyny Zgud-Strachockiej.
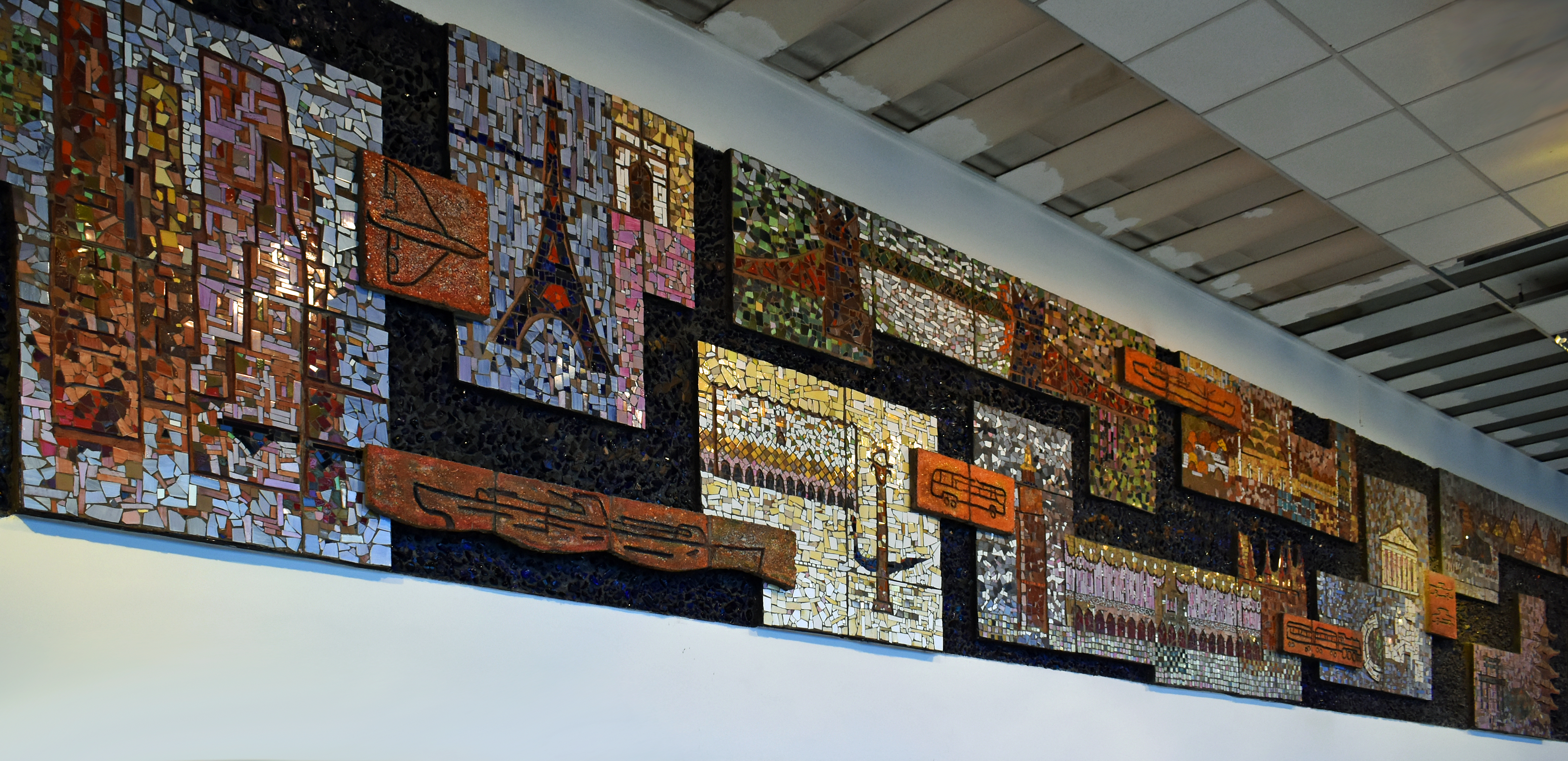
Mozaika Miasta w dawnym biurze turystycznym proj. Heleny i Romana Husarskich.
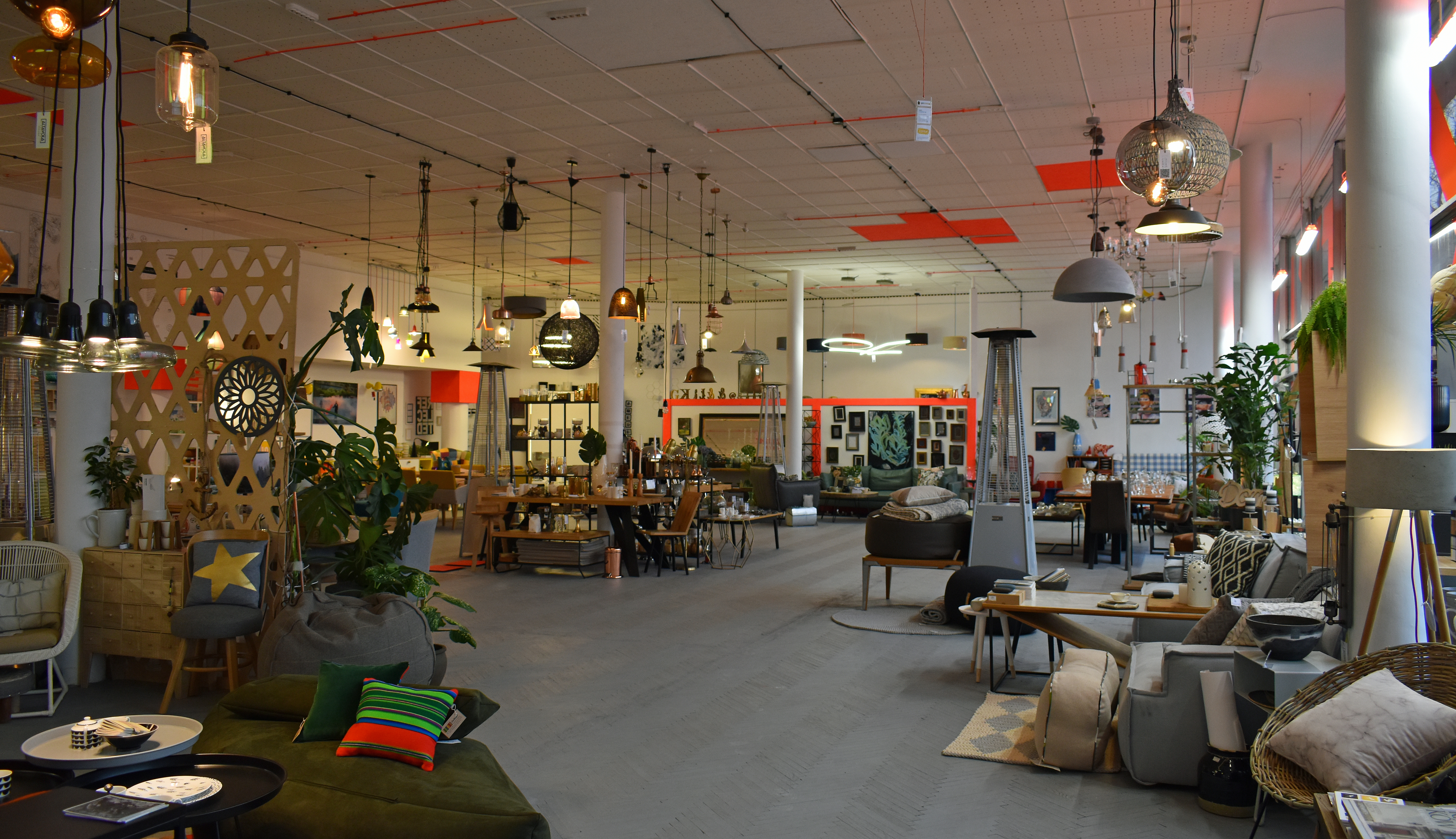
Dawna restauracja, obecnie Forum Designu.
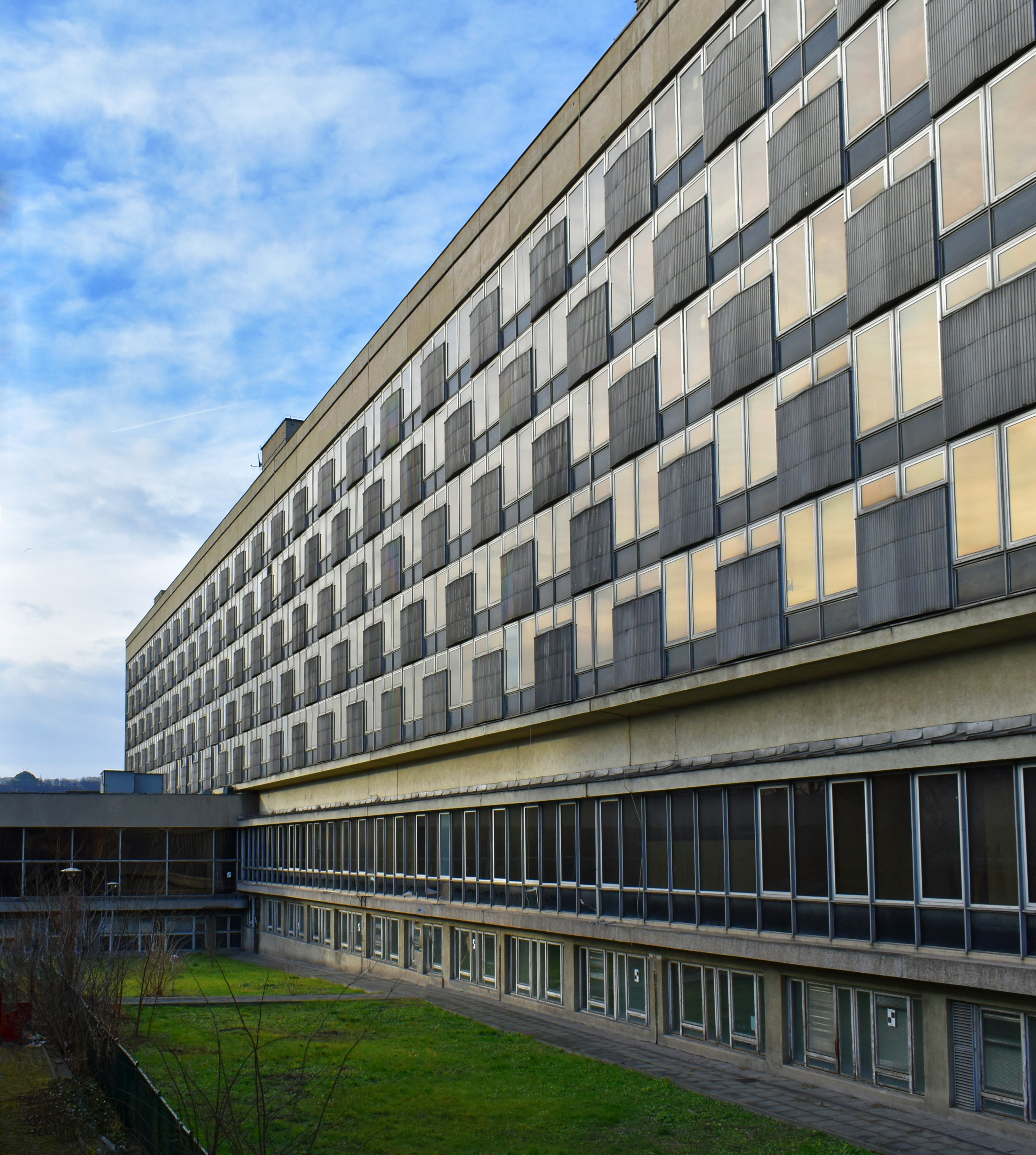
Fasada południowa.
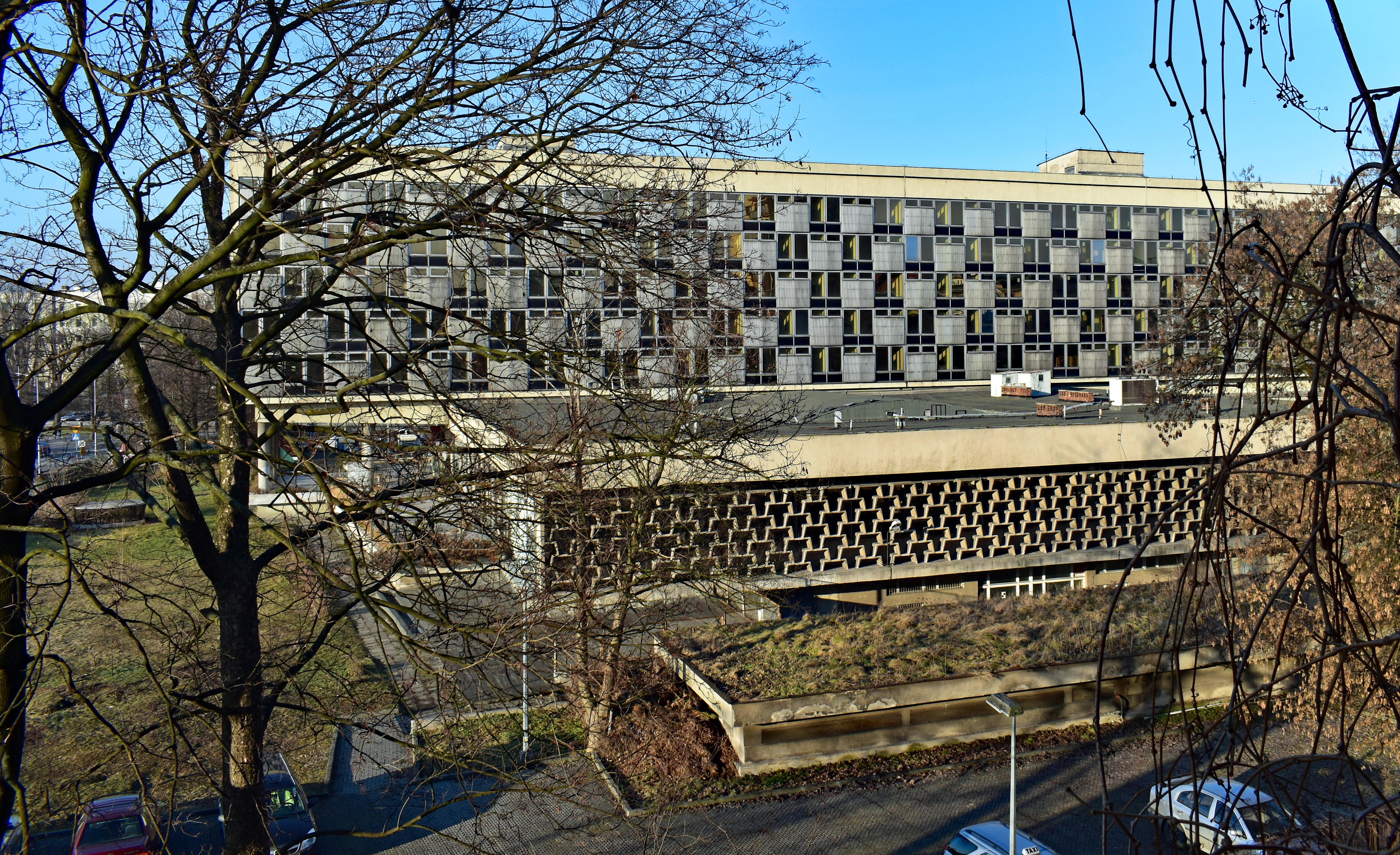
Budynek restauracji.